# 歐特力
歐特力（Oatly Group AB，又称噢麦力）是一家瑞典燕麥奶製造商， 成立于1990 年代。該公司的產品源自隆德大学的研究成果。   歐特力总部位于马尔默，生产和开发中心位于兰斯克鲁纳。      Oatly 的市场遍佈瑞典、德国、英国、美國和中华人民共和国，截至 2020 年 12 月 31 日，其产品在全球60,000 家零售店和32,200 家咖啡店有售。 Oatly的產品在中華人民共和國的11,000 家咖啡和茶店有售，在美国的6,000 多家零售店和专卖店有售。  Oatly在进入中国市场时采用了差异化的营销策略，与高端咖啡馆合作，借助这些渠道成功推广燕麦奶。

## 历史

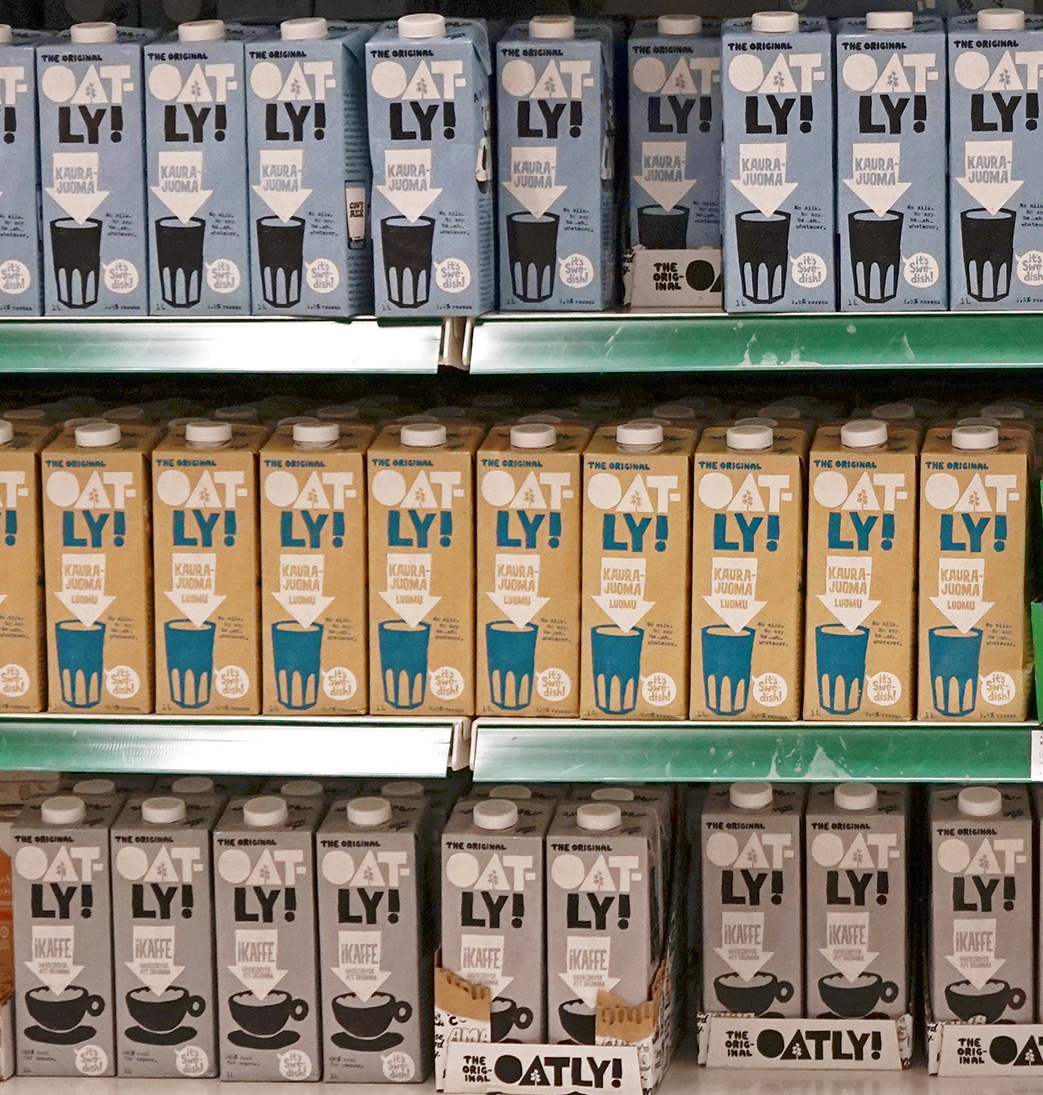
歐特力产品

Oatly是由食品科学家Rickard Öste和他的兄弟Bjorn Öste于1993年或1994年創辦。  Oatly AB的母公司Ceba AB是由 Rickard Öste、Ingegerd Sjöholm、Inger Ahlden 和 Lennart Lindahl与谷物公司Skånska Lantmännen于1994年2月17日共同创立 。2021年3月1日，Oatly Group更名为Havre Global AB。

## 产品
Oatly有一系列产品，包括：燕麦奶，冰淇淋，冷咖啡，酸奶替代品、烹饪奶油、涂抹物和卡仕达。其所有产品为素食，并通过犹太教和非转基因项目验证。